# Oncocnemis extranea
Oncocnemis extranea là một loài bướm đêm trong họ Noctuidae.